# Siemens Velaro
Siemens Velaro — високошвидкісні електропоїзди, вироблені компанією Siemens AG. Velaro є подальшим розвитком моделі ICE 3, які будуються консорціумом компаній Siemens AG і Bombardier для Deutsche Bahn.

## Модифікації
Існують такі модифікації:
- Velaro E (RENFE AVE S 103 для лінії Мадрид - Барселона, оператор RENFE);
- Velaro CRH 3A для лінії Пекін - Тяньцзінь;
- Velaro CRH 3C - збирається в Китаї за ліцензією і за участю концерну Siemens AG;
- Velaro RUS (Сапсан) - версія для Росії (для ліній Москва - Санкт-Петербург і Москва - Нижній Новгород).
- Velaro D;

### Velaro E
Основна стаття: RENFE AVE S 103

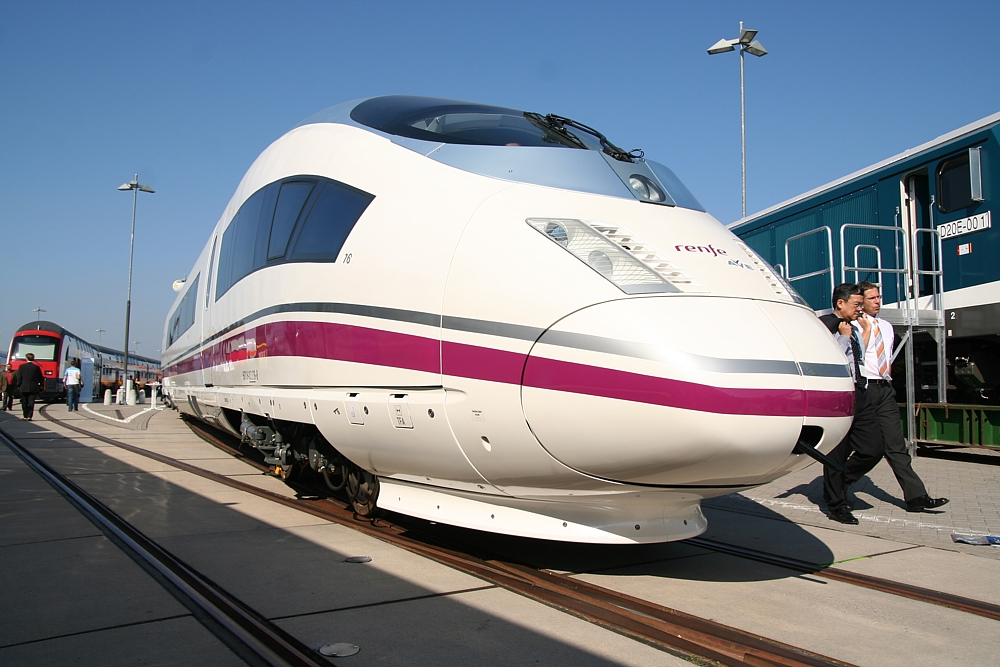
Siemens Velaro E на Innotrans 2006 в Берліні

У 2001 році RENFE замовила шістнадцять Velaro, які отримали позначення AVE S-103. Пізніше іспанці замовили ще 10 складів. Поїзди призначені для обслуговування високошвидкісної магістралі Барселона - Мадрид. Довжина лінії становить 621 кілометр, швидкість до 350 км/год, час у дорозі - 2 години 25 хвилин.
Перші склади були поставлені в липні 2005 року. Тестові випробування завершили до січня 2006 року.
15 липня 2006, один з поїздів встановив рекорд швидкості 403,7 км/год на перегоні Гвадалахара - Калатаюд на магістралі Мадрид - Сарагоса. Це іспанський національний рекорд швидкості для залізниці.

### Velaro CRH 3
Основна стаття: CRH3
20 березня 2009 компанії Tangshan Railway Vehicles Co. Ltd. (TC),Changchun Railway Vehicles Co. Ltd. (CRC) і Chinese Academy of Railways (CARS) підписали з концерном угоду про постачання компонентів для 100 поїздів CRH 3, що базуються на платформі Siemens Velaro. Частка концерну складе близько 750 мільйонів євро в загальному обсязі поставок. Самі поїзди, призначені для швидкісних ліній Пекін - Тяньцзінь (Тангу), Ухань - Гуанчжоу і Ухань - Шицзячжуан, Нанкін - Шанхай будуть проводитися і тестуватися в Китаї силами китайських компаній.

### Velaro RUS
Основна стаття: ЕВШ1/ЕВШ2

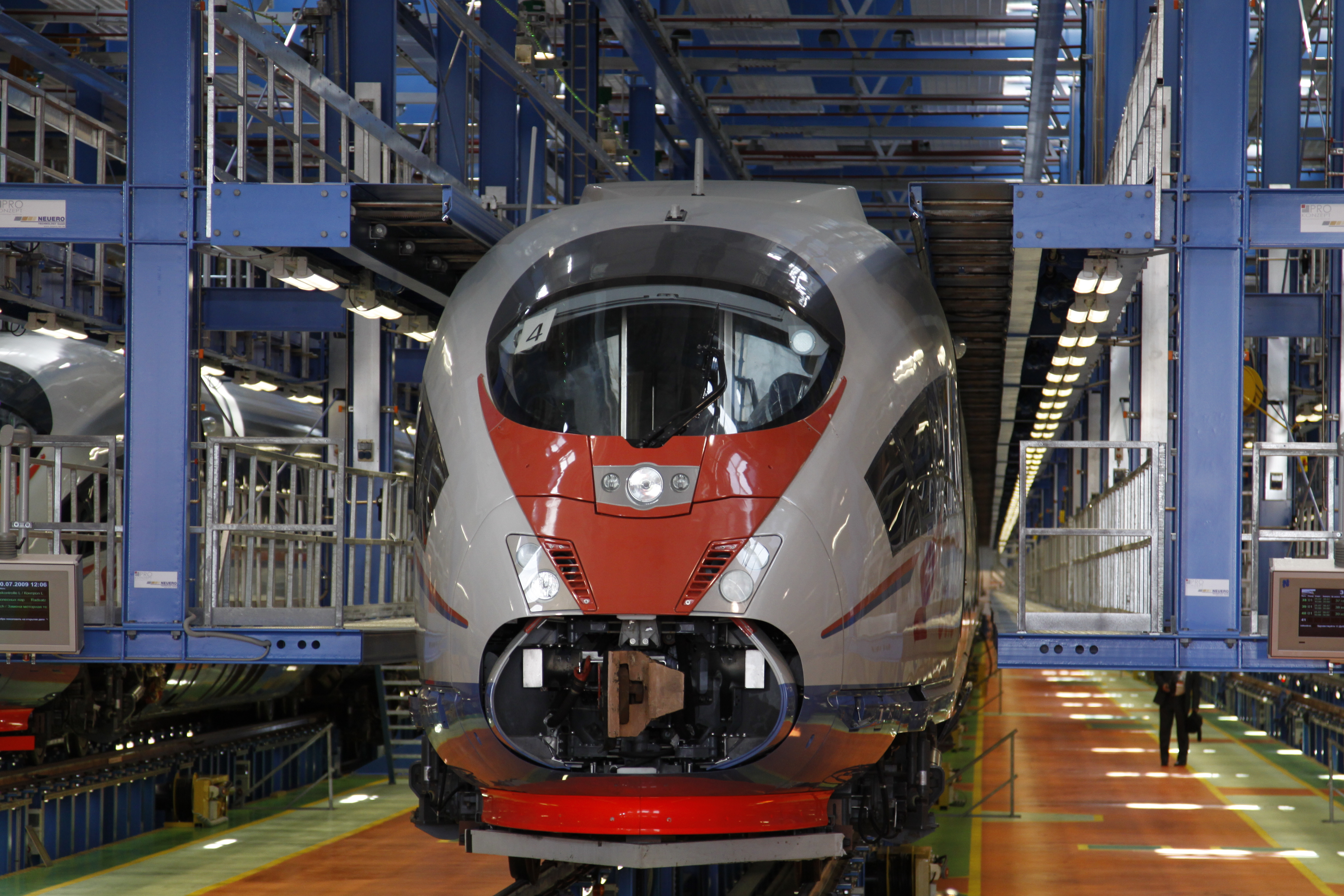
Siemens Velaro Rus в депо на ремонтній позиції

В травні 2006 року ВАТ «РЖД» і Siemens Mobility підписали угоду про поставку (вартість контракту 276 млн євро) 8 високошвидкісних поїздів Velaro («Сапсан»), здатних розвивати швидкість до 250 км/год (можливе збільшення до 350 км/год). Також укладено договір (на суму 354,1 млн євро) про сервісне обслуговування поїздів протягом 30 років або на пробіг не менше 14 млн км. Російська версія названа на честь сокола-сапсана (Falco peregrinus) із загону соколиних, найшвидшого птаха в світі. 
РЖД замовили поїзди наступних типів:
- Односистемні (постійний струм) поїзд = 3 кВ (версія B1, позначення РЖД - ЕВС1);
- Двосистемні поїзд (подвійного живлення) = 3 кВ і ~ 25 кВ/50 Гц (версія B2, позначення РЖД - ЕВС2);

15 березня 2009 року відбулася перша пробна поїздка потягу «Сапсан» за маршрутом Санкт-Петербург - Москва. 

17 грудня 2009 року поїзд здійснив перший комерційний рейс з Москви до Санкт-Петербурга.

### Velaro D

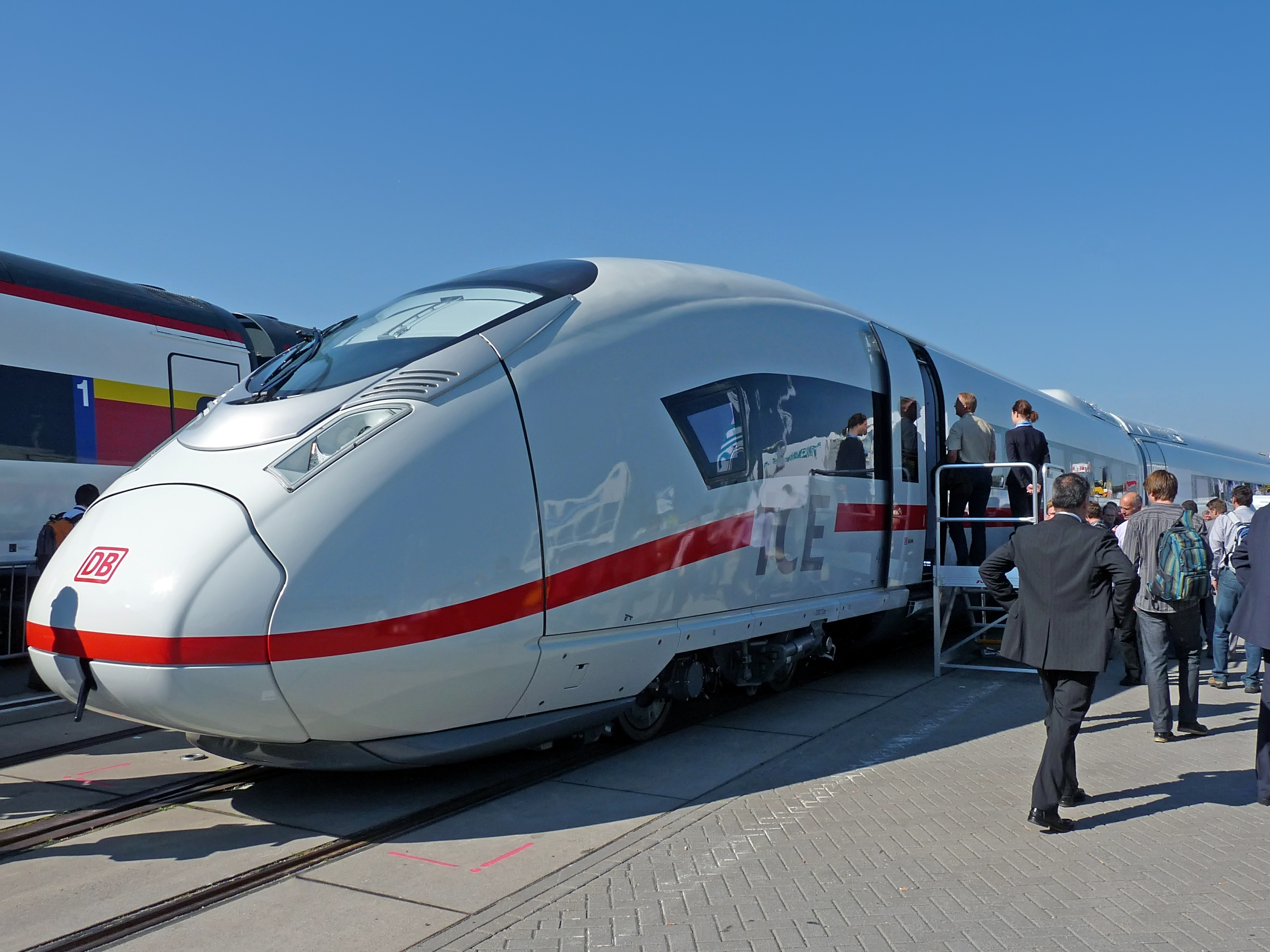
Siemens Velaro D на виставці InnoTrans 2010

Deutsche Bahn замовила 15 поїздів Velaro четвертого покоління (Velaro D), контракт оцінили в 500 млн євро. Планується, що з грудня 2011 року Velaro D розпочне курсувати між Німеччиною, Францією, Іспанією, Бельгією і Нідерландами. Конструкційні особливості Velaro D також дозволять йому проходити через тунель під Ла-Маншем, це дозволить експлуатувати його в Сполученому Королівстві.

### Eurostar e320

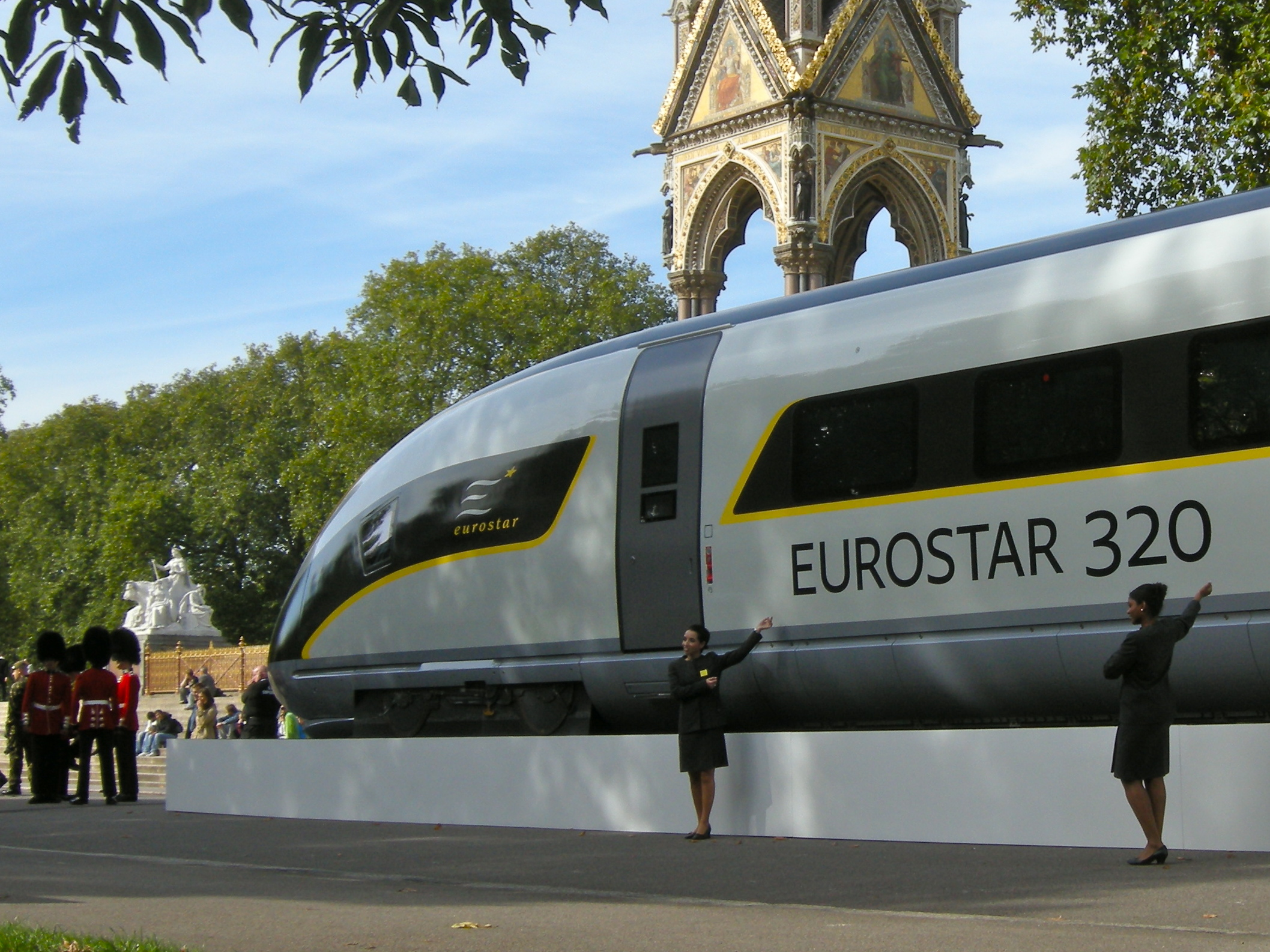
Eurostar 320- Siemens Velaro на презентації в Лондоні

7 жовтня 2010 року стало відомо, що компанія Eurostar вибрала концерн Siemens AG як постачальника 10 швидкісних поїздів Velaro e320. При цьому загальна сума контракту складе 600 мільйонів євро (при загальних інвестиціях в 700 мільйонів фунтів стерлінгів, що включає переобладнання наявного рухомого складу), призначених для роботи на маршрутах між Лондоном і Кельном/Амстердамом. Ці шістнадцятивагонні склади довжиною 400 метрів відповідають вимогам, що пред'являються до поїздів, призначеним для курсування через Євротунель і відрізняються від більш коротких двохсотметрових восьмивагонних Velaro D, які Deutsche Bahn планує поставити на маршрут до Лондона. Максимальна швидкість поїздів складе 320 км/год, кількість місць — понад 900.